# Kedem Arawa
Kedem Arawa (hebr. קדם ערבה) – izraelskie nieautoryzowane osiedle powstałe w 2017 roku na Zachodnim Brzegu w Samorządzie Regionu Megillot.
W latach 80. XX wieku w miejscu, gdzie istnieje obecne osiedle, utworzono bazę wojskową dla Brygady Nachal. Później, w 1986 roku, koszary przekształcono w kibuc o nazwie Bet ha-Arawa. Po czternastu latach istnienia kibuc przeniesiono 2 kilometry na zachód od drogi numer 90. Niezamieszkane domy wykorzystano do zakwaterowania pracowników z Tajlandii zatrudnionych w okolicy. 
Latem 2017 roku pierwsze rodziny przyjechały zasiedlić ponownie pozostałe domy. Rada Samorządu Regionu Megillot nadała nową nazwę osiedlu – Kedem Arawa. Osiedle ma charakter mieszany, czyli nie jest związane z żadną grupą religijną czy polityczną. Osiedle posiada wsparcie Rady Jesza i Wydziału Osadniczego Światowej Organizacji Syjonistycznej.
W osiedlu działa komitet ds. budowy, który zajmuje się kwestiami rozwoju osiedla i jego zagospodarowaniem przestrzennym. Edukacją i rozwojem placówek dla dzieci zajmuje się komitet ds. edukacji, z kolei komitet społeczny odpowiada za organizację świąt, życie kulturalne i towarzyskie osiedla.
W grudniu 2018 roku Kneset przegłosował ustawę zobowiązującą rząd do podjęcia prac mających na celu legalizację 66 nieautoryzowanych osiedli, a wśród nich znalazło się Kedem Arawa.